# Gabriel Arias-Salgado y de Cubas
Gabriel Arias-Salgado y de Cubas (Madrid 3 de març de 1904 - 26 de juliol de 1962) va ser un polític espanyol, ministre durant la dictadura del General Franco.

## Biografia
Va estudiar en el Col·legi Nuestra Señora del Recuerdo de Chamartín i es va graduar en Llengües Clàssiques i Humanitats. En 1937, en la Guerra Civil espanyola va passar a la zona nacional, on va ser director del periòdic Libertad. Després de la guerra va ser nomenat Governador civil de Salamanca. Per la seva condició d'especialista en Filosofia, Humanitats i Llengües Clàssiques, va ocupar posteriorment els càrrecs de Sotssecretari d'Educació Popular i simultàniament Delegat Nacional de Premsa i Propaganda de Falange Española Tradicionalista y de las JONS (1941-1946). Procurador en Corts nat per la seva condició de Consejero Nacional durant la I Legislatura de les Corts Espanyoles (1943-1946).
Des de 1951 fins a 1962 fou ministre del recentment creat Ministeri d'Informació i Turisme, càrrec des del qual va fundar l'Escola Oficial de Turisme i el NO-DO. El seu mandat es caracteritzà per imposar una fèrria censura prèvia als mitjans de comunicació.
En 1962 va ser destituït pel tractament que va fer que donés la premsa al IV Congrés del Moviment Europeu, anomenat pejorativament "Contuberni de Múnic", la qual cosa va atreure sobre el franquisme forts crítiques arreu d'Europa.
Va morir als 15 dies del seu cessament, esdevingut l'11 de juliol de 1962.
Pare del també polític Rafael Arias-Salgado i del diplomàtic Fernando Arias-Salgado.

## Obres
- "Doctrina y política de la información, defensa del respecte a la jerarquia